# 8-й меридіан східної довготи
8-й меридіан східної довготи — лінія довготи, що лежить на 8 градусів східніше Гринвіцького меридіана. Вона проходить від Північного полюса через Північний Льодовитий океан, Європу, Африку, Атлантичний океан, Південний океан та Антарктиду до Південного полюса.
8-й меридіан східної довготи формує велике коло разом із 172-гим меридіаном західної довготи.

## Список географічних об'єктів, що перетинає 8° сх. д.
Починаючи на Північному полюсі та рухаючись до Південного полюса, 8-й меридіан східної довготи проходить через:
| Координати                                               | Країна, територія або море | Примітки                                                                                           |
| -------------------------------------------------------- | -------------------------- | -------------------------------------------------------------------------------------------------- |
| 90°0′ пн. ш. 8°0′ сх. д. / 90.000° пн. ш. 8.000° сх. д.  | Північний Льодовитий океан | |
| 81°12′ пн. ш. 8°0′ сх. д. / 81.200° пн. ш. 8.000° сх. д. | Атлантичний океан          | |
| 63°28′ пн. ш. 8°0′ сх. д. / 63.467° пн. ш. 8.000° сх. д. | Норвегія                   | Проходить через острови Смьола[en] і Тустна[en], через Крістіансанн та через острів Флеккерьой[en] |
| 58°3′ пн. ш. 8°0′ сх. д. / 58.050° пн. ш. 8.000° сх. д.  | Північне море              | Проходить західніше Ютландії, Данія Проходить східніше островів Гельголанд, Німеччина              |
| 53°43′ пн. ш. 8°0′ сх. д. / 53.717° пн. ш. 8.000° сх. д. | Німеччина                  | |
| 49°2′ пн. ш. 8°0′ сх. д. / 49.033° пн. ш. 8.000° сх. д.  | Франція                    | |
| 48°46′ пн. ш. 8°0′ сх. д. / 48.767° пн. ш. 8.000° сх. д. | Німеччина                  | |
| 47°34′ пн. ш. 8°0′ сх. д. / 47.567° пн. ш. 8.000° сх. д. | Швейцарія                  | |
| 46°1′ пн. ш. 8°0′ сх. д. / 46.017° пн. ш. 8.000° сх. д.  | Італія                     | |
| 43°52′ пн. ш. 8°0′ сх. д. / 43.867° пн. ш. 8.000° сх. д. | Середземне море            | Проходить західніше островів Сардинія та Сан-П'єтро[en], Італія                                    |
| 36°52′ пн. ш. 8°0′ сх. д. / 36.867° пн. ш. 8.000° сх. д. | Алжир                      | |
| 34°28′ пн. ш. 8°0′ сх. д. / 34.467° пн. ш. 8.000° сх. д. | Туніс                      | |
| 33°7′ пн. ш. 8°0′ сх. д. / 33.117° пн. ш. 8.000° сх. д.  | Алжир                      | |
| 21°11′ пн. ш. 8°0′ сх. д. / 21.183° пн. ш. 8.000° сх. д. | Нігер                      | |
| 13°19′ пн. ш. 8°0′ сх. д. / 13.317° пн. ш. 8.000° сх. д. | Нігерія                    | |
| 4°32′ пн. ш. 8°0′ сх. д. / 4.533° пн. ш. 8.000° сх. д.   | Атлантичний океан          | Проходить західніше острова Біоко, Екваторіальна Гвінея                                            |
| 60°0′ пд. ш. 8°0′ сх. д. / 60.000° пд. ш. 8.000° сх. д.  | Південний океан            | |
| 69°53′ пд. ш. 8°0′ сх. д. / 69.883° пд. ш. 8.000° сх. д. | Антарктида                 | Проходить через Землю Королеви Мод (претендує Норвегія)                                            |